# 1988 w grach komputerowych

Artykuł opisuje ważne wydarzenia w 1988 roku w branży gier komputerowych. Zobacz też: historia gier komputerowych.

## Wydarzenia
- 29 października – wydanie konsoli Sega Mega Drive w Japonii

## Wydane gry
- 2 stycznia – Wasteland
- 8 stycznia – Super Contra
- 9 lutego – Contra na konsolę NES
- 12 lutego – Power at Sea
- 3 maja – Grand Prix Circuit
- 23 października – Super Mario Bros. 3
- 17 grudnia – Final Fantasy II
- 24 grudnia – Mega Man 2
- dokładna data wydania nieznana – TRAZ